# Aldo Spirito

Aldo Spirito, né le 20 février 1929 à Naples et mort le 7 novembre 1987, est un architecte italien.
Il est, en particulier, le concepteur, à Abidjan, de la Cathédrale Saint-Paul, inaugurée en 1985 par le Pape Jean-Paul II, et du Sanctuaire marial (sur la commune d'Attecoube), inauguré en février 1987 en présence du Président de la République de Côte d'Ivoire, Félix Houphouët-Boigny.